# 中村町站
中村町站（日语：／ Nakamuramachi eki */?）是位於兵庫縣多可郡中町（現時：多可町中區）中村町字巴流，西日本旅客鐵道（JR西日本）鍛冶屋線的鐵路車站（廢站）。此站為中町的中心車站。

## 歷史
- 1923年（大正12年）
  - 5月6日：播州鐵道開設播鐵中村站（日语：／）[1]。當時為一般車站[1]。
  - 12月21日：路線轉讓給播丹鐵道。
- 1943年（昭和18年）6月1日：播丹鐵道被國有化，成為鐵道省鍛冶屋線的中村町站[1]。
- 1962年（昭和37年）9月1日：結束貨運業務（變為純客運車站）[1]。
- 1973年（昭和48年）10月1日：結束行李起卸業務[2]。
- 1987年（昭和62年）4月1日：伴隨國鐵分割民營化，車站由西日本旅客鐵道（JR西日本）營運[1]。
- 1990年（平成2年）4月1日：鍛冶屋線全線廢除，此站被廢除[1]。
- 2002年（平成14年）：在廢站後，車站遺址建設了一座名為「茜坂公園」，該公園獲得平成14年度手工鄉土賞（地域整備部門部門）[3]。

## 車站構造
此站是地面車站，設有1面1線的單式月台。此站設有較大較的木造站舍。

## 車站周邊
- 北播磨消防組合（日语：北はりま消防組合）西脇消防署多可出張所
- 中町郵局
- 大歲神社
- 國道427號（日语：国道427号）
- 兵庫縣道86號多可柏原線（日语：兵庫県道86号多可柏原線）
- Wing神姬（日语：ウイング神姫）「中村町」巴士站
- 杉原川（日语：杉原川）

## 現狀
車站遺址建設了「茜坂公園」，公園內設置了站牌和蒸汽機車模樣的長椅，園內的梯級使用枕木製造。該公園在2002年（平成14年）獲得平成14年度手工鄉土賞（地域整備部門部門）。另外也有一塊站牌被存放在鍛冶屋站遺址鍛冶屋線紀念館（即該站的舊站舍）。

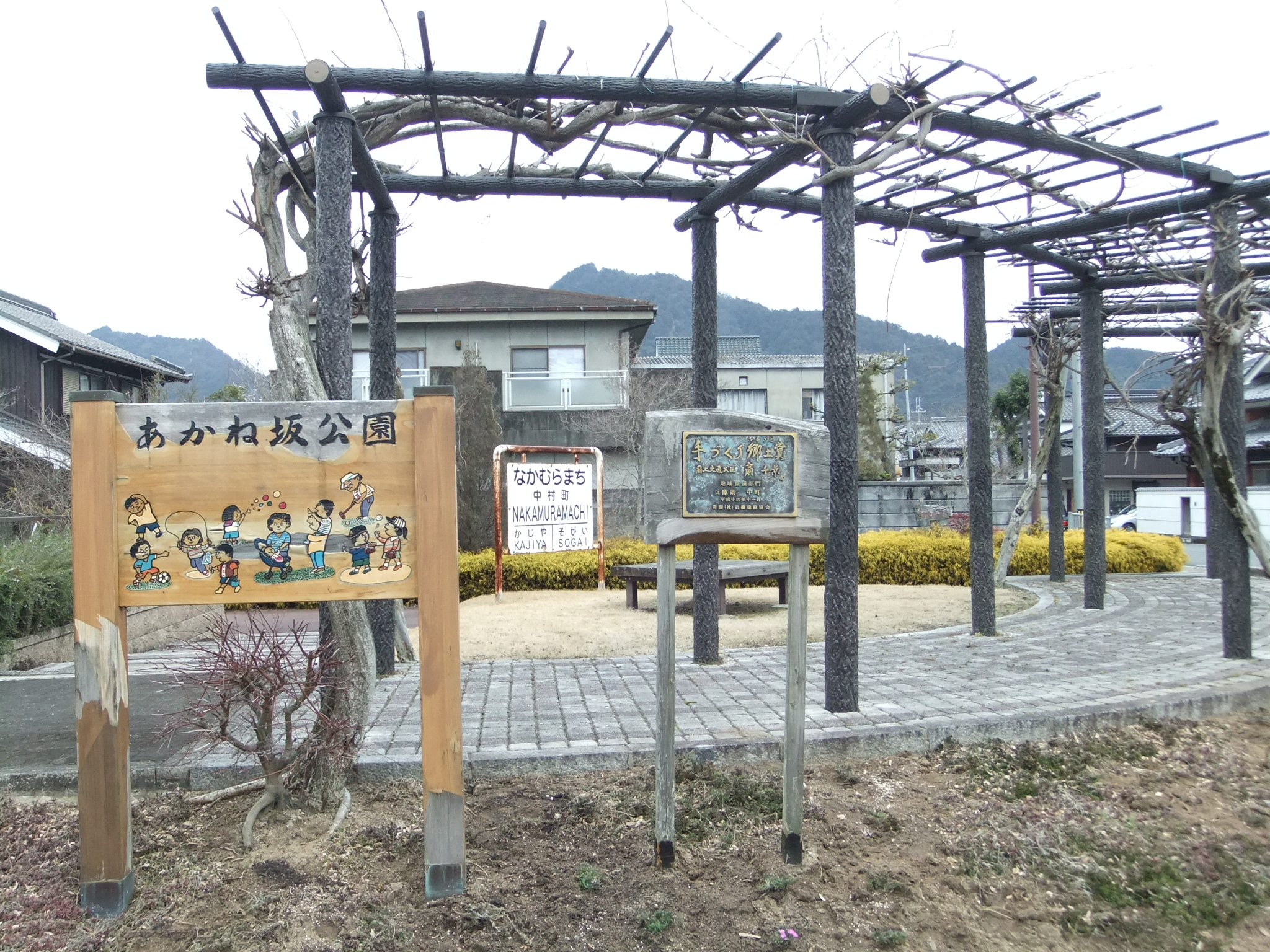
「茜坂公園」（2017年3月）
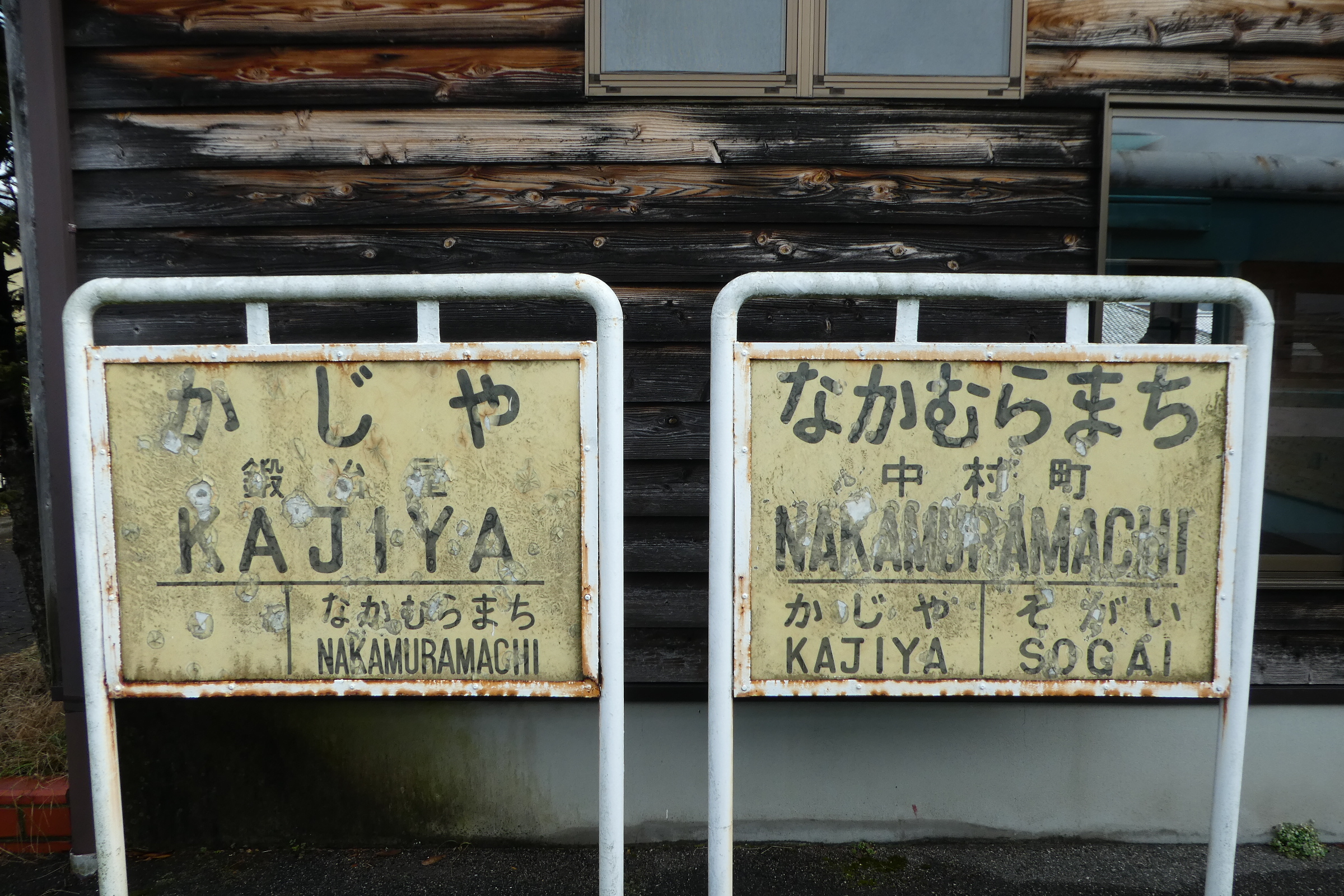
在鍛冶屋線紀念館（鍛冶屋站舊站舍）內的站牌（圖中右邊）

## 相鄰車站
西日本旅客鐵道（JR西日本）
鍛冶屋線
曾我井－中村町－鍛冶屋

## 注腳
1. 1 2 3 4 5 6 7 8  石野哲 (编).  初版. JTB. 1998-10-01: 243. ISBN 978-4-533-02980-6 （日语）.
2. ↑  . 官報. 1972-10-01 （日语）.
3. 1 2   (PDF). 兵庫県受賞一覧. 国土交通省: 15.   [2023-12-01]. （原始内容 (PDF)存档于2022-02-27） （日语）.

## 相關項目
- 日本鐵路車站列表 Na